# Kabir Saghir
Kabir Saghir – wieś w Syrii, w muhafazie Aleppo, w dystrykcie Manbidż. W 2004 roku liczyła 111 mieszkańców.